# Tessedik Sámuel (lelkész, 1742–1820)
Tessedik Sámuel, szlovákul: Samuel Tešedík (ejtsd: számuel tyesegyík), németül Samuel Teschedik (Alberti, 1742. április 20. – Szarvas, 1820. december 27.) evangélikus lelkész, pedagógus, pedagógiai és gazdasági szakíró.
Mind elméleti, mind gyakorlati pedagógiai munkássága a felvilágosodás pedagógiai eszméinek hazai meghonosítását szolgálta.

## Származása, tanulmányai
Apja id. Tessedik Sámuel Albertin a szlovák telepesek német anyanyelvű evangélikus papja, anyja a német származású Lang Erzsébet. Hétéves korában atyja meghalt és ő anyjával Pozsonyba költözött, ahol a gimnáziumot elvégezve, hét évig nemes ifjaknál nevelő volt. Hogy a magyar nyelvben és a magasabb tudományokban kiképezze magát, a debreceni főiskolára ment és egy évig élvezte a kollégium előnyeit is.
Pozsonyba visszatérve gyalog tette meg az utat. 1763-ban beiratkozott a németországi Erlangen egyetemére, ahol két évet töltött, s teológiai, filozófiai, mezőgazdasági tanulmányokat folytatott. Megismerkedett a német filantropisták pedagógiai törekvéseivel. Látogatta a jénai, lipcsei, hallei és berlini egyetemet. Halléban a nagyhírű árvaházat, Jéna és Potsdam környékén a csatornarendszereket, vízszabályozó gátakat, öntözéses kísérleteket, lecsapolási munkálatokat, a homokra telepített erdős ligeteket, a homokmegkötést, a mezőgazdasági ipart, továbbá a közoktatás fejlett intézményeit és az oktatás tartalmi vonatkozásait tanulmányozta. Innen visszatért Pozsonyba, ahonnan nemesi udvari, majd az egyházközségi lelkészi hivatást töltötte be.

## Családja
Tessedik Sámuel kétszer nősült. Első feleségétől, a szarvasi evangélikus lelkész lányától, Markovitz Teréziától 13 gyermeke született. Terézia asszony halála után elvette özv. nemes Lissovényi Karolinát, mely házasságából öt gyermek származott. Összesen tizennyolc gyermekéből azonban csak nyolcan érték meg a felnőttkort: Terézia (1769–1790) Jozeffy Pál evangélikus püspök neje lett, Sámuel (1777–1821) mezőberényi vízszabályozó mérnökké képezte magát, Johanna (1798–1862) pedig Mikolay István orosházi evangélikus lelkészhez ment feleségül. Rajtuk kívül még Dániel (1782–1838), József (1786–?), Pál (1794–1834), Károly (1795–?) és Ferenc (1800–1844) érte meg a felnőttkort.

## Pályafutása és a szarvasi evangélikus iskola
Első papi állomása Surány volt Nógrád vármegyében, Sréter György kastélyában, ahol udvari lelkészként működött. Második állomása 1767-től Szarvas, ahol nemcsak az egyházközségi lelkészi hivatalt töltötte be, hanem az evangélikus iskolában is nagy buzgalommal tanított, s ő lett a Békés vármegyei evangélikus iskolák felügyelője. Természetesen ekkor még nem elemi népiskolára kell gondolnunk, hanem arra, hogy a telekkel, földbirtokkal rendelkező parasztok gyermekei járhattak az egyházi iskolába, ahol Tessedik az írás, olvasás, számolás, hittan mellett a faültetést és -ápolást, valamint a selyemhernyó-tenyésztést is megtanította a növendékeknek úgy elméletben, mind gyakorlatban, sőt az állattenyésztésből, szőlészetből, kertgazdaságból is megkapták az alapismereteket. Elemi egészségtant is tanultak, megismerve az egészség megőrzésének titkait és a betegségek gyógyításának módjait, sőt a kereskedelmi számtan, földmérés, elemi építészet, mértani rajz, meteorológia és a közgazdaság körébe tartozó alapvető tudnivalók oktatása sem maradt el.
A szarvasi iskola működtetése nem volt zökkenőmentes, az első négy tanévben csak maga a lelkész és a felesége tanított. Tessedik saját költségén bővítette az iskolaépületet 1791-ben barokk stílusban. A terveket Kimnach Lajos építész készítette. Egyre több lett a tanuló, s az 1770-es évektől több jó felkészültségű tanár került az iskolába, mely azonban 1795–99 közt forráshiány miatt zárva volt. 1799 nyarán egy királyi határozat nyilvánossági jogot biztosított az iskolának, melynek révén végre némi állami támogatáshoz jutottak, s ismét megnyílhattak az iskola kapui. Többletfeladatot is kaptak: kétéves tanítóképzést kellett indítaniok. 1806-ig mintegy 60 tanítót képeztek itt, de 1806-ban újra bezárt az iskola, megint forráshiány miatt, mert a megnövekedett feladatok ellátásához nem volt elegendő a csekély állami támogatás.
Szerencsére nemcsak a tanítás révén valósította meg Tessedik a gyermekek alap- és gazdasági képzését, hanem írásaiban, német nyelven is folyamatosan rögzítette elgondolásait, módszerereit, így Európa-szerte ismertté vált az ő gazdasági mintaiskolája, az ott alkalmazott módszerekkel együtt (pl. gyakorlókert). Iskolájában szlovákul és magyarul tanított; a magyarországi evangélikusok elsősorban a török hódoltság után betelepült szlovákokból kerültek ki Békés vármegyében. A soknemzetiségű monarchiában több nyelven is beszéltek a tanítók, a lelkészek és a mesteremberek, köztük Tessedik is, aki a szlovák és magyar mellett németül is tudott. 1767-ben szarvasi kertjében kezdte meg fásítási kísérleteit. Hamar kiderült, hogy a kert egy része szikes talajú, melyen a fásítás és általában a növénytermesztés sok nehézséggel jár. Ekkor – jénai tanulmányai alapján – hozzáfogott a szikes talaj vizsgálatához és kísérletezni kezdett annak megjavítása és hasznosítása céljából, különféle fafajok ültetésével is próbálkozva. A kicsiny papi kert hamarosan szűknek bizonyult a tudományos kísérletekhez, ezért a földesúrtól 1780-ban előbb egy kisebb területű, majd 1791-ben 39 hold addig még nem művelt szikes földet kért és kapott a gyakorlati gazdasági kert és az erdősítési kísérletek céljára. Tessedik kidolgozta a szikesek megjavításának módszerét, Szarvas lakóival pedig megismertette a kor legkorszerűbb földművelési technikáit. Sokat tett az akác meghonosításáért, a futóhomok megkötéséért az Alföldön.

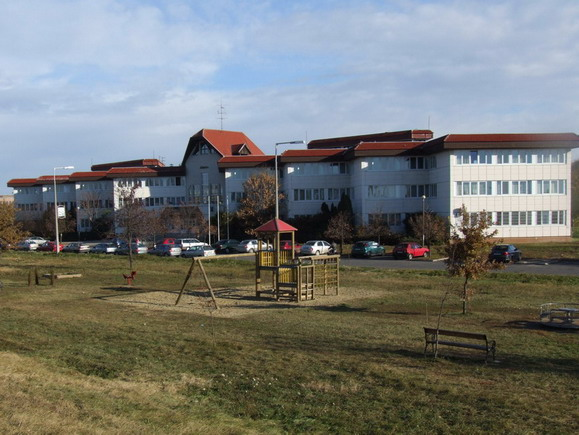
Tessedik Sámuel Főiskola Békéscsabán

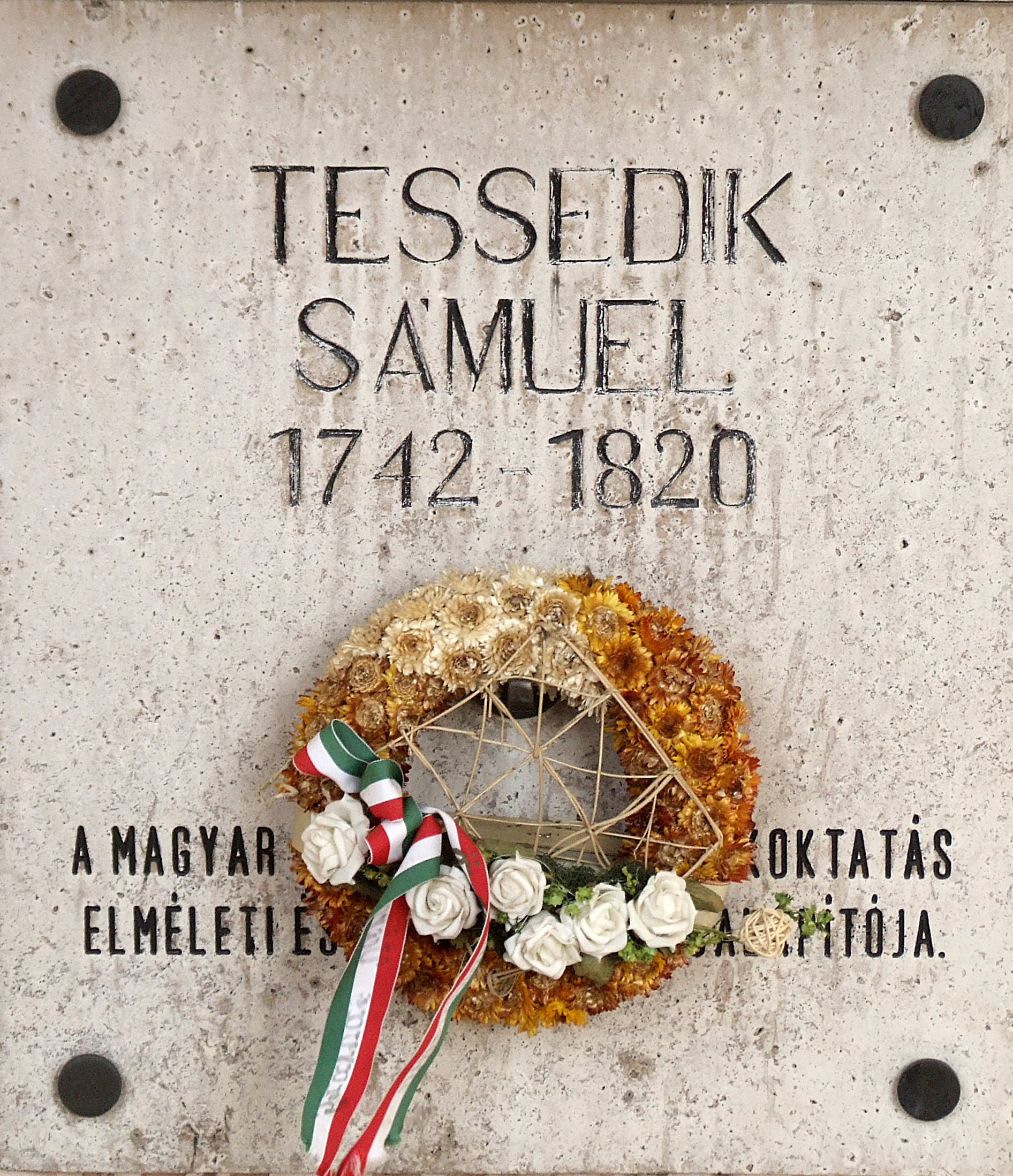
Emléktáblája Budapesten: Kossuth tér 11.

## Díjak, elismerések

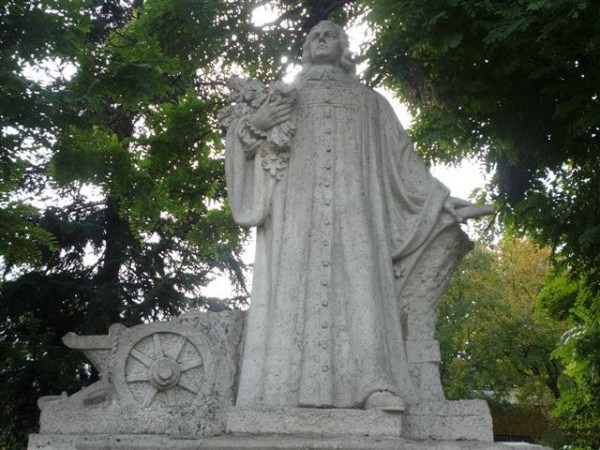
Tessedik Sámuel szobra Szarvason

Tessedik Sámuel 1782. szeptember 2-án II. József császártól 25 arany értékű érmet kapott, 1798. április 3-án pedig átvehette a jénai mineralogiai társaság diplomáját. A szarvasi gyakorlati gazdasági intézet megalapításában nagy érdemeket szerzett. 1809. február 17-én I. Ferenc király magyar nemességet adományozott neki.

## Emlékezete

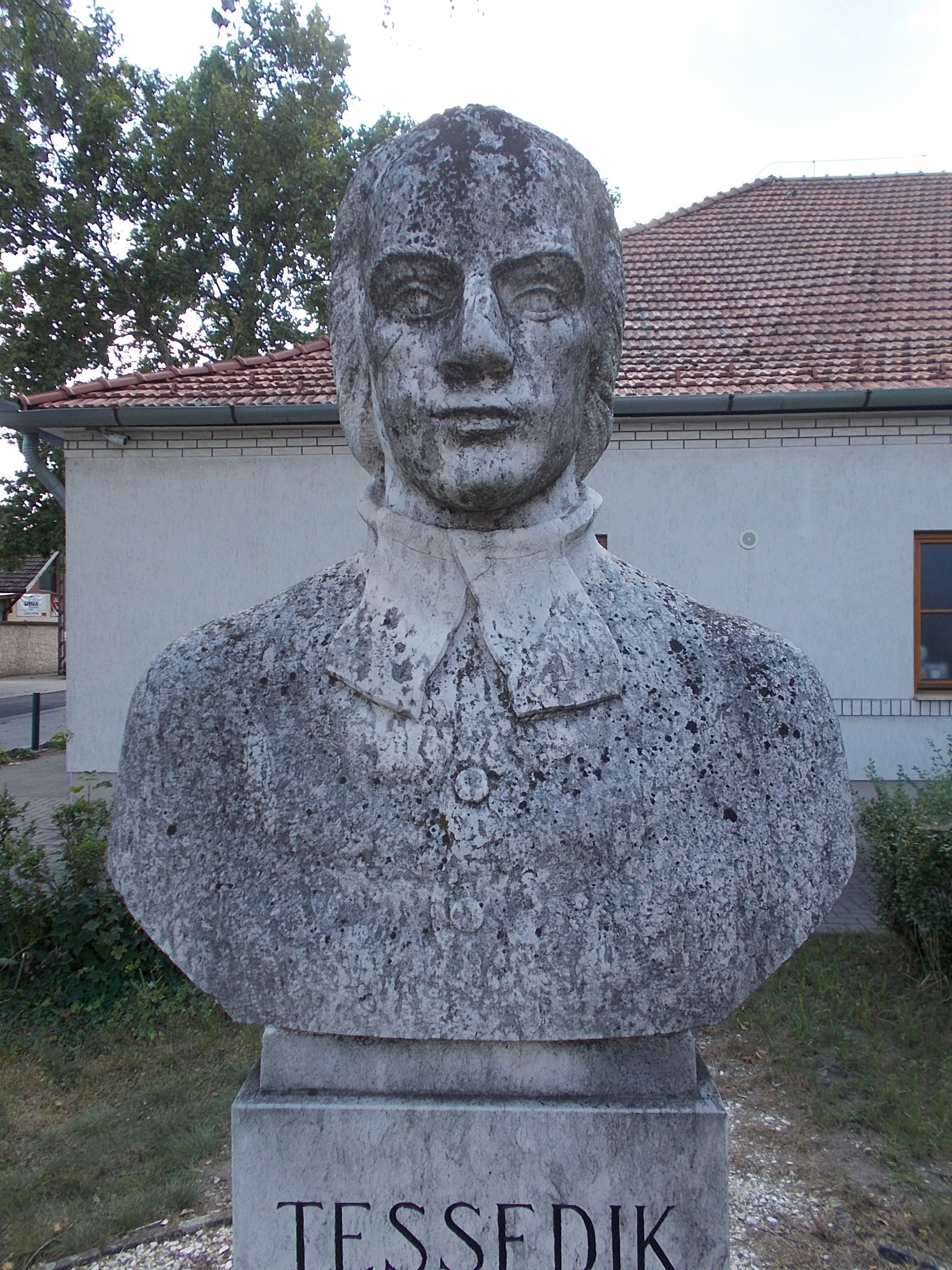
Mellszobra Albertirsán

- Egykori iskolája Szarvason ma múzeum, melyet róla neveztek el.[5] Ugyanitt egészalakos szobra áll.
- 2001 és 2008 között a Szarvasi és a Békéscsabai főiskola Tessedik Sámuel nevét viselte (az intézmény 2009-től a Szent István Egyetembe tagozódott).
- Budapesten szobrok és emléktábla őrzik emlékezetét.
- Szülővárosában mellszobrot állítottak emlékére.
- 2023-ban avatták fel bronz mellszobrát Gödöllőn a Magyar Agrár- és Élettudományi Egyetem előtti parkban.[6]
- Nagyszénáson utca őrzi nevét.
- 2021 óta nevét viseli az 543914 Tessedik kisbolygó.[7][8]

## Művei
- Der Landmann in Ungarn, was er ist und was er sein könnte; nebst einem Plane von einem regulirten Dorfe. 1784. (A’ paraszt ember Magyar Országban Pest. Magyarul gróf Széchenyi Ferencz költségén ford. Kónyi János. Pécs, 1786. egy rajztáblával.).
- Ökonomisch-physikalisch-statistische Bemerkunge über den gegenwärtigen Zustand des Landwesens in Ungarn, besonders in der Gegend an der Theiss, zur Aufklärung und Beruhigung der so nützlichen Klasse von Menschen auf dem Lande, nebst gemeinnützigen Vorschlägen zur Landwirthschaft, von einem Menschenfreunde. (Pressburg), 1787. Tábla rajzzal – Névtelenül.
- Declarationes duae coram incl. commissione regia die 9 et 10 Maii 1792. factae, atque scholam oeconom. Szarvasiensem concernentes. Hely és év nélkül.
- An das ungarische, besonders protestantische Publicum, detaillirte Erklärung der Ursachen des Entstehens und des Einschlafens des ersten Praktisch-Oekonomischen Industrial-Instituts zu Szarvas. Von seinem Stifter… Hely n. 1798.
- Neuer Wiesen-Rektifikazions-Plan zur Auflösung der Frage: Wie wäre dem Holz-, Obst- un Futter- Mangel durch bessere Kultur der Wiesen, ohne Nachtheil der übrigen Theile der Landwirthschaft, zum besten des ungarischen Publici, besonders in den untern Gegenden effective abzuhelfen? Entworfen von… im Jahre 1800. Ofen, 1802. Tábla rajzzal. (Magyarul. Uo. 1801.)
- Nachricht von dem Anbau und der Benutzung des Lucerner-Klees. hely és év nélkül. (Magyarul: Hely és év nélkül.).
- Karte zur Darstellung der Ueberschwemmungen, welche von den Ausgüssen der schnellen Körösch durch die Bäche Kutas, Begyer und Csiket-ér verursacht werden… Auf 1/36. des Flächen-Inhalts reducirt durch Josef Losonczy. Wien, 1817.
- Theschedik Sámuel önéletírása. Eredeti német kéziratból fordította és kiadta Zsilinszky Mihály. Pest, 1873. (Ism. Századok 588., 660. l.).
- Tessedik Sámuel, Berzeviczy Gergely: A parasztok állapotáról Magyarországon. Budapest, Gondolat, 1979. (elektronikus változat a MEK-ben).

## Önéletírásának befejezése
Istenem iránti legforróbb hálával tekintek vissza életem lefolyt éveire. Mily sok nagy örömben részesített engem az ő kegyelme, és mily sok nehéz fájdalmat segített az ő keze elviselnem és legyőznöm! Mindezek elmúltak, mint súlyos viharteljes felhők, s nem is sejtett áldásokat hagytak számomra hátra! Ó mi szép, mi jóval bővelkedett azon nagy hatáskör, melyet én ötven esztendő alatt az utamba gördített minden akadályok dacára betölteni igyekeztem; mert ott is, ahol nem gyanítottam, nem gondoltam, bő gyümölcsöket termett a mag, melyet szóval és írással elhintettem. Áldott legyen ezért az Úrnak szent neve! Én reméltem, az Isten megadja, hogy még síromon is ki fognak kelni ama virágok, melyeknek magvait talán idő előtt, talán terméketlen földbe, jó remény fejében elvetettem.